# Andrew Carnegie
Andrew Carnegie (Dunfermline, Fife megye, 1835. november 25. – Lenox, 1919. augusztus 11.) skót-amerikai iparmágnás és filantróp volt. Carnegie a 19. század végén az amerikai acélipar terjeszkedését vezette, és a történelem egyik leggazdagabb amerikaija, az Amerikai Egyesült Államok, Nagy-Britannia és a Brit Birodalom vezető filantrópja lett. Élete utolsó 18 évében mintegy 350 millió dollárt (2021-es értéken nagyjából 5,5 milliárd dollárt), vagyis vagyonának csaknem 90 százalékát jótékonysági szervezeteknek, alapítványoknak és egyetemeknek adományozta. 1889-ben megjelent, "A gazdagság evangéliuma" című cikkével felszólította a gazdagokat, hogy vagyonukat a társadalom javítására fordítsák, kifejezte a progresszív adózás és az örökösödési adó támogatását, és ösztönözte a jótékonysági hullámot.
Carnegie a skóciai Dunfermline-ban született, és 1848-ban, 12 évesen vándorolt ki szüleivel Pittsburghbe, az Egyesült Államokba. Carnegie távírászként kezdett dolgozni, és az 1860-as évekre már vasútba, vasúti hálókocsikba, hidakba és olajfúró tornyokba fektetett be. További vagyont gyűjtött kötvénykereskedőként, pénzt gyűjtött az európai amerikai vállalkozások számára. Megépítette a pittsburghi Carnegie Steel Company-t, amelyet 1901-ben 303 450 000 dollárért (ami ma 9 883 973 400 dollárnak felel meg) eladott J. P. Morgannek; ez képezte a U.S. Steel Corporation alapját. A Carnegie Steel eladása után néhány évre megelőzte John D. Rockefellert, mint a leggazdagabb amerikai.
Carnegie élete hátralévő részét nagyszabású emberbaráti tevékenységnek szentelte, különös tekintettel a helyi könyvtárak építésére, a világbékére, az oktatásra és a tudományos kutatásra. Ő finanszírozta többek között a New York-i Carnegie Hallt, a hollandiai Békepalotát, megalapította a Carnegie Corporation of New Yorkot, a Carnegie Endowment for International Peace-t, a Carnegie Institution for Science-t, a Carnegie Trust for the Universities of Scotland-t, a Carnegie Hero Fund-ot, a Carnegie Mellon University-t és a pittsburghi Carnegie Museums of Pittsburgh-ot.